# فرودگاه سنت جین‌کریستم
فرودگاه سنت جین‌کریستم (به انگلیسی: Saint-Jean-Chrysostome Aerodrome) یک فرودگاه خصوصی است که یک باند فرود آسفالت دارد و طول باند آن ۱۰۰۶ متر است. این فرودگاه در کشور کانادا قرار دارد و در ارتفاع ۹۹ متری از سطح دریا واقع شده است.